# Artūrs Brūniņš
Artūrs Brūniņš (Gulbene, 13 luglio 1982) è un allenatore di pallacanestro ed ex cestista lettone.

## Palmarès
- Campionato lettone: 1

Barons Rīga: 2007-08
- FIBA EuroCup: 1

Barons Rīga: 2007-08